# Alucita budashkini
Alucita budashkini — вид лускокрилих комах родини віялокрилок (Alucitidae).

## Поширення
Ендемік України. Трапляється у Гірському Криму. Голотип виявлено у 1988 році на горі Кара-Даг.